# HD260022
HD260022 — хімічно пекулярна зоря спектрального класу
A0 й має видиму зоряну величину в смузі V приблизно 11,0.

## Пекулярний хімічний вміст
Зоряна атмосфера HD260022 має підвищений вміст 
Si
.